# Muniswamy Rajgopal
Muniswamy Rajgopal (24 maart 1926 - Bangalore, 3 maart 2004) was een Indiaas hockeyer.
Rajgopal won in 1952 met de Indiase ploeg de olympische gouden medaille. Daluz kwam in actie in alle drie de wedstrijden.

## Resultaten
- 1952  Olympische Zomerspelen in Helsinki